# Minuartia patula
Minuartia patula är en nejlikväxtart som först beskrevs av André Michaux, och fick sitt nu gällande namn av Johannes Mattfeld. Minuartia patula ingår i släktet nörlar, och familjen nejlikväxter. Inga underarter finns listade i Catalogue of Life.

## Bildgalleri